# 新関謙一郎
新関謙一郎（にいぜき けんいちろう、1969年5月20日 - ）は、日本の建築家。NIIZEKI STUDIO主宰。

## 経歴
- 1969年 東京都生まれ。
- 1995年 明治大学大学院修士課程修了
- 1996年 一級建築士事務所 きき 設立
- 2004年 NIIZEKI STUDIO に改組、代表となる。
- DETAIL Prize 2007 にて 八街の家 が「Special Prize for Wood」を受賞。

## 主な作品
- 新潟の家
- 大山町プロジェクト
- WEP下北沢
- 八街の家（DETAIL Prize 2007 / Special Prize for Wood 受賞）
- 成瀬の家
- 九品仏の家
- 千駄木の家
- 代々木上原の家
- 鴨川の家
- 中野の家
- 熱海の家

## 主なメディア
- 新世代建築家・デザイナー100
- MODERN LIVING 別冊 55人の建築家
- CREATORS FILE - for LIVING ― ／ニッポンのクリエーター58人のしごと